# Sekou Yansané
Pour les articles homonymes, voir Yansané.
Sekou Oumar Yansané, né le 28 avril 2003 à Grenoble, est un footballeur franco-guinéen. Il évolue au poste d'avant-centre au Al Ahli SC.

## Biographie
Sekou Yansané est né le 28 avril 2003 à Grenoble, d'un père guinéen originaire de Forécariah, en Basse-Guinée et d'une mère marocaine.
Il commence sa carrière dans le club de sa ville natale, Grenoble, avant de rejoindre l'Olympique lyonnais. Après trois saisons en préformation à Lyon, il signe au Dijon Football Côte-d'Or, où il joue trois matchs et inscrit deux buts avec l'équipe réserve en National 3. Il signe ensuite au Paris Saint-Germain le 8 janvier 2021. Le transfert est estimé à 600 000€.
Le 22 décembre 2021, Yansané fait ses débuts en professionnel avec le PSG lors de la 19e journée de Ligue 1 contre le FC Lorient. Il remplace Ander Herrera à la 75e minute, le score final est de 1-1. Ce match lui permet d'être sacré champion de France de football au terme de la saison.
Le 10 septembre 2022, il signe un contrat de 3 ans avec le club qatarien du Al Ahli SC. Seulement 10 jours après son arrivée, il est prêté au Al-Rayyan SC jusqu'à la fin de l'année.

## Palmarès
| Paris Saint-Germain - Championnat de France (1) - Champion : 2021-22. |

## Statistiques
| Saison                | Club                  | Championnat           | Championnat | Championnat | Championnat | Coupe(s) nationale(s) | Coupe(s) nationale(s) | Coupe(s) nationale(s) | Supercoupe | Supercoupe | Supercoupe | Compétition(s) continentale(s) | Compétition(s) continentale(s) | Compétition(s) continentale(s) | Compétition(s) continentale(s) | Total | Total | Total |
| Saison                | Club                  | Division              | M.          | B.          | P.d.        | M.                    | B.                    | P.d.                  | M.         | B.         | P.d.       | Comp.                          | M.                             | B.                             | P.d.                           | M.    | B.    | P.d.  |
| 2021-2022             | Paris Saint-Germain   | Ligue 1               | 1           | 0           | 0           | -                     | -                     | -                     | -          | -          | -          | C1                             | -                              | -                              | -                              | 1     | 0     | 0     |
| 2022-2023             | Al Ahli SC            | Qatar Stars League    | 15          | 3           | 4           | 1                     | 0                     | 1                     | -          | -          | -          | -                              | -                              | -                              | -                              | 16    | 3     | 5     |
| 2023-2024             | Al Ahli SC            | Qatar Stars League    | 21          | 8           | 3           | 8                     | 5                     | 4                     | -          | -          | -          | -                              | -                              | -                              | -                              | 29    | 13    | 7     |
| 2024-2025             | Al Ahli SC            | Qatar Stars League    | 21          | 8           | 2           | 8                     | 2                     | 0                     | -          | -          | -          | -                              | -                              | -                              | -                              | 29    | 10    | 2     |
| Sous-total            | Sous-total            | Sous-total            | 57          | 19          | 7           | 17                    | 7                     | 5                     | -          | -          | -          | -                              | -                              | -                              | -                              | 74    | 26    | 12    |
| 2022-2023             | Al-Rayyan SC (prêt)   | Qatar Stars League    | -           | -           | -           | 4                     | 2                     | 0                     | -          | -          | -          | -                              | -                              | -                              | -                              | 4     | 2     | 0     |
| Total sur la carrière | Total sur la carrière | Total sur la carrière | 58          | 19          | 9           | 21                    | 9                     | 5                     | -          | -          | -          | -                              | -                              | -                              | -                              | 79    | 28    | 14    |